# Tender Mercies
Tender Mercies (Gracias y favores en España y El precio de la felicidad en Hispanoamérica) en una película dramática estadounidense estrenada en 1983 y dirigida por Bruce Beresford. El guion, realizado por Horton Foote, se centra en la vida de Mac Sledge, un cantante de música country en fase de recuperación de un problema de alcoholismo, que busca rehacer su vida a través de la relación que mantiene con una joven viuda y su hijo en una zona rural de Texas. Robert Duvall (quien ganó el Óscar por esta actuación) interpretó el papel de Mac, y estuvo acompañado por Tess Harper, Betty Buckley, Wilford Brimley, Ellen Barkin y Allan Hubbard.
Financiada por EMI Films, Tender Mercies fue rodada en la ciudad de Waxahachie, Texas. El guion fue rechazado por varios directores americanos antes de caer en las manos del director australiano Bruce Beresford. Duvall, quien cantó sus propias canciones en la película, condujo más de 600 millas (966 km) por todo el estado, grabando los acentos locales y tocando en bandas de música country, con el objetivo de preparar su papel. Duvall y Beresford tuvieron varios enfrentamientos durante la producción, llegando el director a abandonar el set de rodaje e incluso a plantearse el abandono de la película.
La película aborda diferentes temas, entre los que se encuentran la importancia del amor y la familia, la posibilidad de la resurrección espiritual en medio de la muerte, y el concepto de redención a través de la conversión de Mac Sledge al Cristianismo. Debido a los pobres resultados obtenidos en los pases previos a su estreno, la distribuidora Universal Pictures realizó una escasa publicidad de la película, lo que Duvall interpretó como una falta de comprensión de la música country por parte del estudio.
La película fue estrenada en Estados Unidos el 4 de marzo de 1983, en un número limitado de salas. Aunque tuvo muy poco éxito en taquilla, fue aclamada por la crítica consiguiendo 5 nominaciones a los Premios de la Academia, incluyendo uno a la Mejor Película. Tender Mercies ganó el Óscar al mejor guion original para Foote y el Óscar al mejor actor para Duvall, su primera y, hasta la fecha, única estatuilla.

## Argumento
Mac Sledge (Robert Duvall), un cantante de country alcohólico y fracasado, se despierta en Texas en un destartalado motel de carretera después de una noche de excesivo consumo de alcohol. Allí conoce a la propietaria, una joven viuda llamada Rosa Lee (Tess Harper), y se ofrece a trabajar para ella a cambio de una habitación. Rosa Lee, cuyo marido murió durante la Guerra de Vietnam, se encarga del cuidado de su hijo, Sonny (Allan Hubbard), ella sola. Rosa Lee accede a permitir que Mac se quede con la condición de que no beba mientras trabaja. Ambos comienzan a desarrollar sentimientos hacia el otro, sobre todo durante las tranquilas tardes sentados juntos, compartiendo pequeñas historias de sus vidas.
Mac decide dejar el alcohol y empezar una nueva vida. Después de un tiempo, él y Rosa se casan. Comienzan a acudir frecuentemente a una iglesia Baptista. Un día, un reportero que se encuentra de paso en el hotel, le pregunta a Mac si ha dejado de tocar y ha comenzado una nueva vida anónima. Cuando Mac rechaza responderle, el reportero le explica que está escribiendo una historia sobre Mac y que ha entrevistado a su exmujer, Dixie Scott (Betty Buckley), una estrella del country que está actuando en un local cercano.
Después de que la historia se publique, los vecinos se enteran del pasado de Mac, y los miembros de un grupo local de country le visitan para mostrarle su respeto. Aunque les recibe amablemente, Mac se niega a hablar sobre su pasado. Posteriormente y en secreto, Mac acude a un concierto de Dixie. Ella canta de manera apasionada algunas canciones que Mac escribió algunos años antes, y él abandona el local en mitad de la actuación. Entre bastidores, habla con el mánager de Dixie, su viejo amigo Harry (Wilford Brimley). Mac le da una copia de una nueva canción que ha escrito y le pide que se la muestre a Dixie. Mac intenta hablar con Dixie, pero ella se enfada al verle y le pide que se mantenga alejado de su hija de 18 años, Sue Anne (Ellen Barkin).
Mac vuelve a casa con una celosa Rosa Lee, pero él le asegura que no siente nada por Dixie, a quien describe como "veneno" para él. Más tarde, Harry visita a Mac para decirle, aparentemente a instancias de Dixie, que el negocio de la música country ha cambiado y que su nueva canción no es buena. Herido y enfadado, Mac huye y casi choca contra un coche. Compra una botella de whisky pero, al volver a casa junto a unos preocupados Rosa Lee y Sonny, les asegura que la derramó. Admite que intentó varias veces dejar a Rosa Lee, pero descubrió que no podía. Algún tiempo después, Mac y Sonny son bautizados juntos en la iglesia de Rosa Lee.
Pasado un tiempo, Sue Anne visita a Mac, su primer encuentro desde que ella era un bebé. Mac le pregunta si recibió alguna de sus cartas, y ella le contesta que su madre le impedía recibirlas. Sue Anne también le informa de que Dixie intentó evitar que le visitara y que planea fugarse con su novio a pesar de las objeciones de su madre. Mac admite que golpeó a Dixie y que ella se divorció después de que él intentara matarla en un ataque de ira mientras estaba borracho. Sue Anne le pregunta a Mac si recuerda una canción sobre una paloma que le cantaba cuando era niña. El dice que no, pero después de que ella se vaya, comienza a cantar para él el himno "En las alas de una paloma".

No sé por qué llegué borracho a esta parte de Texas, y me acogiste y me compadeciste y me ayudaste a enderezar, cásate conmigo. ¿Por qué? ¿Por qué ocurrió? ¿Hay una razón por la que pasó? Y el padre de Sonny murió en la guerra, mi hija murió en un accidente de automóvil. ¿Por qué? Mira, no confío en la felicidad. Nunca lo hice, nunca lo haré.
Mac, a Rosa Lee

Los niños en la escuela atacan a Sonny con la muerte de su padre, y él y Mac se hacen cada vez más amigos. Los miembros de la banda local de country le piden permiso a Mac para interpretar una de sus canciones, a lo que él accede. Mac empieza a actuar con ellos y hacen planes para grabar juntos. Su nueva felicidad se trunca cuando recibe la noticia de que Sue Anne ha muerto en un accidente de coche. Mac acude al funeral de su hija en la lujosa casa de Dixie en Nashville y la reconforta cuando ella se viene abajo.
De vuelta a casa, Mac se mantiene en silencio acerca de su dolor emocional, aunque le pregunta a Rosa Lee por qué, por un lado, se ha dado sentido a su triste existencia y, por otro lado, su hija muere. A lo largo de su duelo, Mac continúa con su nueva vida junto a Rosa Lee y Sonny. En la escena final, Sonny encuentra un balón de fútbol que Mac le ha dejado como regalo. Mac observa el hotel desde un campo al otro lado de la carretera mientras canta "En las alas de una paloma". Sonny le da las gracias por el balón y los dos juegan en el campo.

## Producción

### Guion
Durante un tiempo, Horton Foote estuvo considerando dejar de escribir guiones cinematográficos, debido a lo que consideró una pobre adaptación de su obra de 1952 La jauría humana en la película del mismo nombre que se rodó en 1966. A raíz de lo que Foote consideró como una adaptación mucho más precisa de su obra Tomorrow en 1972, su interés por la industria del cine se reavivó, bajo la condición de que mantuviera cierto control sobre el producto final. Foote dijo de esta etapa en su carrera, "Aprendí que el cine tiene que ser como el teatro, en el sentido de que en el teatro, el escritor es, por supuesto, muy dominante ... Si no nos gusta algo, podemos decir lo que pensamos. ... Siempre es un esfuerzo de colaboración. ... Pero en Hollywood no era así. Un escritor firma en su contrato que es un escritor de alquiler, lo que significa que escribe un guion, y entonces les pertenece." Este interés renovado en el cine estimuló a Foote a escribir Tender Mercies, su primera obra escrita específicamente para la gran pantalla. En opinión del biógrafo George Terry Barr, el guion refleja "la determinación de Foote de combatir el sistema impuesto en Hollywood que generalmente rechaza hacer películas tan personales."
La historia fue inspirada parcialmente por un sobrino de Foote, que luchó por obtener éxito en el negocio de la música country. Foote estaba inicialmente interesado en escribir una película inspirada en los esfuerzos de su sobrino por organizar un banda, lo que le recordaba sus esfuerzos de juventud por intentar encontrar trabajo como actor. Durante su investigación, sin embargo, conoció a un experimentado músico que se había ofrecido para ayudar a su sobrino, que hizo que Foote se interesara cada vez más en su historia, en lugar de interesarse en la banda misma. Foote dijo, "Este hombre había pasado por todo. Al pensar en una historia, tengo un gran interés en ese tipo de personaje." El momento de la película en el que una mujer pregunta, "Era usted realmente Mac Sledge?" y él responde, "Si señora, creo que lo era", estaba basado en una conversación que Foote escuchó por casualidad entre una estrella acabada y un fan. Foote dijo que toda la película gira en torno a esa declaración, que a su juicio habla claramente sobre la personalidad de Mac y su antiguo estatus.
Foote basó la victoria de Sledge sobre el alcoholismo en sus observaciones de la gente del teatro que lucha con ese problema. Trató de evitar un sesgo melodramático al hablar sobre esos aspectos de la historia. Foote describía a su protagonista como "un hombre muy herido, dañado ... el silencio era su arma". Eligió el título Tender Mercies, del Libro de los Salmos, por su relación con el personaje de Rosa Lee, quien según él buscaba solo "ciertos momentos de dulzura o tregua, [no] majestuosidad o grandeza". Foote trató de retratar a cada personaje lo más realista e imperfecto, pero no indiferente. Aunque el guion transmite un mensaje espiritual muy fuerte con connotaciones religiosas, Foote sentía que era importante equilibrar los elementos religiosos con un enfoque en los problemas prácticos de la vida cotidiana.
El historiador de cine Gary Edgerton dijo del guion de Tender Mercies que "catapultó a Horton Foote al período profesional más activo de su vida." El director y productor Alan J. Pakula asocia el guion con la definición del cine independiente que surgió a finales de los años 80 al iniciar una tendencia de hacer cine personal que a menudo va más allá de las convenciones de Hollywood.

### Preparación
Duvall, quien había aparecido en Matar a un ruiseñor (1962), guion que Foote adaptó a partir de la novela de Harper Lee, estuvo involucrado en la película como actor y coproductor desde sus comienzos. Comentó que el guion le atraía por los valores de base que mostraba y porque los temas eran universales a pesar de que la historia era local. Duvall sentía que la película retrataba a la gente de la zona central de los Estados Unidos sin parodiarlos, como creía que hacían muchas películas. La tan temprana participación Duvall en el proyecto dio lugar a rumores de que había solicitado a Foote escribir el guion para él, algo que ambos siempre negaron.
Foote ofreció el guion a Philip y Mary Ann Hobel, un matrimonio que dirigía Antron Media Production y que había producido más de 200 documentales. Foote sentía que su experiencia en documentales daría a Tender Mercies la autenticidad que tanto él como Duvall buscaban. Los Hobel aceptaron producir la película después de leer el guion, que se convertiría en su debut en el cine como productores. Los Hobel se unieron a EMI Films, una productora de cine y televisión británica, quien aceptó financiar Tender Mercies siempre que Duvall siguiera implicado en el proyecto, y bajo la condición de que los Hobel encontraran un buen director. El guion fue rechazado por varios directores americanos, lo que hizo temer a los productores por la película. Foote diría posteriormente, "Esta película fue rechazada por todos los directores americanos sobre la faz de la tierra". Los Hobel finalmente enviaron el guion al director australiano Bruce Beresford, ya que quedaron impresionados por su película Breaker Morant (1980). Philip Hobel dijo, "Lo que vimos en Breaker Morant es lo que nos gusta a nosotros mismos como cineastas; una atención al medio ambiente, una presentación sencilla, es casi un enfoque documental."
Beresford se sintió atraído por la idea de hacer una película de Hollywood con un gran presupuesto y una potente distribución. Tras su éxito con Breaker Morant, Beresford recibió cerca de 150 guiones de Hollywood como posibles proyectos; a pesar de que pasaron semanas antes de leer muchos de ellos, Beresford leyó Tender Mercies de inmediato. El guion rápidamente le atrajo, en parte por tratarse de aspectos de la vida rural de América que raramente había encontrado en otros guiones de cine. Varios de los implicados en Tender Mercies tenían reservas acerca de un australiano dirigiendo una película sobre una estrella de la música country; Beresford también encontró la decisión extraña, pero se mantuvo en el proyecto debido a su deseo por dirigir la película. Contactó con EMI Films y pidió un mes de plazo para visitar Texas y familiarizarse con el Estado antes de aceptar la dirección, algo que la compañía aceptó sin problemas. Beresford comentó sobre el viaje, "Quiero venir y ver si todo esto es cierto, porque si no es así, no sería correcto hacerlo." Durante su visita a Texas, vio paralelismos entre el Estado y su tierra natal: el terreno le recordaba a Australia, y los tejanos que conoció en las zonas aisladas le recordaban a los residentes del Outback. Se reunió con Foote y trabajó en el guion con él. El guionista, quien llevó a Beresford a pequeñas ciudades de Texas, sentía que el origen australiano del director le haría más sensible a los personajes rurales de la historia y le ayudaría a alcanzar la autenticidad buscada. Beresford aceptó finalmente dirigir la película y fue contratado después de recibir la aprobación final de Duvall (el actor tenía una cláusula en su contrato que le permitía dicha aprobación, la primera vez que tenía ese poder en una película).
La película tuvo un presupuesto de 4.5 millones de dólares, una cantidad modesta para los estándares del Hollywood de la época. Philip Hobel dijo que le llevó alrededor de un año garantizar la financiación de EMI Films, quien había sufrido un gran varapalo en taquilla con su gran apuesta para 1981, Honky Tonk Freeway. Para la principal localización de la grabación, la casa de Rosa Lee y el negocio de motel/estación de servicio, Beresford impuso un requisito: que ningún otro edificio o estructura construida fuera visible desde ella. Los cineastas finalmente encontraron una propiedad abandonada cerca de una autopista en Waxahachie. Mary Ann Hobel comentó que, cuando le preguntaron al propietario sobre su disponibilidad, inmediatamente le dio las llaves: "Le preguntamos, '¿No quiere un contrato, algo por escrito?' Y el dijo, 'Por aquí no hacemos las cosas así.'"
Beresford, conocido por planificar cuidadosamente cada plano en sus películas, creó su propio guion gráfico así como dibujos detallados de como había imaginado los decorados. Jeannine Oppewall fue contratada como directora artística. Beresford la elogió como "absolutamente brillante", especialmente por su atención con cada pequeño detalle, "pasando de las cortinas al color de las alfombras del suelo." Fue Oppewall quien llamó al motel Mariposa, para simbolizar la resurrección espiritual que Mac Sledge experimentaría allí. Beresford eligió al australiano Russell Boyd como director de fotografía y al irlandés William Anderson, quien venía trabajando con Beresford en todos sus trabajos previos, como montador. También seleccionó a Elizabeth McBride como diseñadora de vestuario. Esta fue la primera vez que McBride ocupó este puesto en una película, logrando a partir de entonces una reputación por su adaptación de los vestuarios sureños.

### Reparto
Duvall siempre quiso interpretar a un cantante de country, y se dice que Foote escribió el papel de Mac Sledge especialmente para él. Foote siempre negó este hecho, afirmando que escribir papeles para actores específicos resultaba demasiado restrictivo. Tender Mercies se convirtió en un proyecto personal muy importante para Duvall, quien contribuyó con una gran cantidad de ideas para su personaje. Durante su preparación del papel estuvo semanas viajando por Texas, hablando con desconocidos para encontrar el acento y los gestos correctos. También se unió a una pequeña banda de country con la que estuvo cantando semanalmente incluso durante el rodaje. En total, Duvall recorrió alrededor de 680 millas (1094 km) buscando datos, a menudo pidiendo a la gente que hablara a su grabadora para que luego él pudiera practicar sus inflexiones y otros hábitos vocales. Tras encontrar a un hombre con el acento exacto que quería, Duvall le había recitar el guion entero en la grabadora.
Tess Harper se encontraba actuando en Texas cuando respondió a una llamada para un pequeño papel en la película. Beresford resultó tan impresionado con su prueba que le dio el papel femenino protagonista. Tiempo después, Beresford comentó que las actrices que habían hecho la prueba antes mostraban una sofisticación y una mundanería inapropiadas para el papel, mientras que ella mostraba la actitud en las zonas rurales sin aparentar ser simples o tontos. Beresford dijo de Harper, "Entró en la habitación y antes incluso de que hablara ya pensé, 'Esta es la chica perfecta para el papel'." Harper comentó que supo que había obtenido el papel cuando Beresford apareció en su puerta con una botella de champán en cada mano. Tender Mercies era la primera película de Harper, y estaba tan entusiasmada con el papel que mordió el guion para asegurarse de que era real. Cuando la grabación terminó, Duvall le dio una camisa vaquera azul como regalo con una tarjeta que decía, "Tu realmente 'eras' Rosa Lee".
Beresford visitó varias escuelas e hizo audiciones a muchos niños para el papel de Sonny antes de conocer a Allan Hubbard en Paris, Texas. Beresford dijo que Hubbard, al igual que Harper, fue elegido por mostrar el carácter rural y simple que se buscaba. El muchacho fue capaz de representar fácilmente el personaje porque, como Sonny, su padre murió a una edad temprana; más tarde, algunos medios de comunicación afirmaban falsamente que su padre fue asesinado durante la guerra de Vietnam, al igual que le ocurría a Sonny en el trasfondo de la película. Ninguno de los responsables sabía que el padre de Hubbard había muerto hasta que comenzó el rodaje. Duvall desarrolló una fuerte relación de confianza con Hubbard, que Foote creía que mejoró la química del dúo en pantalla. Hubbard solía tocar la guitarra con Duvall durante los descansos del rodaje.
Betty Buckley acudió a una sesión de casting en Nueva York y fue elegida en gran parte por la calidad de su voz cantando; Beresford dijo que pocas de las actrices que acudieron a las audiciones para el papel fueron capaces de cantar. Buckley era originaria de Fort Worth, Texas; cuando las escenas de sus conciertos fueron grabadas cerca de su ciudad, toda su familia participó como extras. Duvall dijo que pensaba que Buckley transmitía perfectamente la frustración subyacente de un cantante de música country y "trajo un chispa de realidad."
Ellen Barkin fue elegida después de impresionar a Beresford durante una audición en Nueva York. Hasta ese momento, había aparecido solo en películas para televisión; Diner, su primera película, aún no había sido estrenada en los cines. Cuando el rodaje de Diner terminó, Barkin bromeó con su agente sobre sus futuros papeles, "No más adolescentes problemáticas, excepto si la película es con Robert De Niro, Robert Duvall o Robert Redford." Duvall dijo de Barkin, "Ella aportaba gran credibilidad por su parte, además de que era joven y atractiva y tenía consciencia de sus límites, un peligro para ella que era bueno para el resto." Algunos medios de comunicación informaron de que Duvall y Barkin se vieron involucrados románticamente por un breve tiempo durante la filmación.
Wilford Brimley fue elegido a instancias de su buen amigo Duvall, quien no se llevaba bien con Beresford y quería "alguien cerca que esté de mi lado, alguien con quien me pueda relacionar". Beresford creía que Brimley era demasiado viejo para el papel, pero finalmente accedió a su participación.

### Rodaje

La mayor parte de Tender Mercies fue filmada en Waxahachie (en rojo), una pequeña ciudad del Condado de Ellis, Texas.

Tender Mercies fue filmada casi íntegramente entre Waxahachie y Palmer, dos pequeñas ciudades del Condado de Ellis en la zona central del norte de Texas. Beresford quería evitar a toda costa la arquitectura victoriana y otros elementos pintorescos de Waxahachie y centrarse, en su lugar, en lugares relativamente estériles más característicos del oeste de Texas. La ciudad retratada en la película nunca es identificada por su nombre. Foote dijo que cuando escribió el guion no tenía la misma visión aislada y solitaria que Beresford quería, pero sentía que la atmósfera que el director había capturado había servido bien para la historia.
Los principales planos de fotografía fueron tomados entre el 2 de noviembre y el 23 de diciembre de 1981. Las plantas utilizadas en las escenas eran llevadas al interior por la noche para evitar que se congelaran. Debido a la apretada agenda, el reparto y el equipo trabajó siete días a la semana con muchas horas cada día. Aunque los miembros australianos y el equipo, que en su mayoría eran de Dallas, se llevaban muy bien, tanto dentro como fuera del set, Beresford y Duvall estuvieron enfrentados prácticamente durante todo el tiempo que duró la producción. Beresford, como era habitual en él, planeaba meticulosamente cada escena, mientras que Duvall, que prefería una forma más libre de interpretar, se sentía limitado por los métodos del director. Aunque Duvall reconocía su talento como director, dijo lo siguiente de Beresford, "Tiene esa forma dictatorial de hacer las cosas conmigo en que simplemente no es suficiente. Hombre, tengo que tener mi libertad." A pesar de no tener ningún problema con el método de actuación de Duvall, el temperamento del actor enfurecía a Beresford. Durante el rodaje de una escena con Harper y Barkin, alcanzó tal nivel de frustración durante una conversación telefónica con Duvall que dijo, "Bueno, si quieres dirigir la película, adelante", y se marchó del rodaje. Beresford voló a Nueva York y al parecer estaba dispuesto a dejar la película, hasta que Duvall voló a hablar con él. Después de hablar entre ellos, ambos hicieron propósito de enmienda y volvieron a trabajar en la película.
Beresford también se enfrentó en el set con Brimley. Durante el primer día de rodaje, le pidió al actor que "acelerará el ritmo", lo que provocó que Brimley le respondiera, "Hey, no sabía que nadie lo hubiera parado." En otra ocasión, cuando Beresford trató de aconsejar a Brimley sobre cómo Harry se comportaría, Brimley le respondió, "Mira, déjame decirte algo, yo soy Harry. Harry no está allí, Harry no ha terminado aquí. Hasta que me despidas o consigas otro actor, soy Harry, y todo lo que hago está bien, porque soy Harry." Duvall dijo que creía que las peleas en el set fueron provocadas por las diferentes visiones que tenían el director y los actores, y que, en última instancia, mejoraron la película. Del mismo modo, Beresford dijo que no sentía que las peleas hubieran afectado negativamente a la película porque él y Duvall nunca discreparon por la interpretación del personaje de Mac Sledge.
Harper describía la fuerza con la que Duvall interpretaba su personaje: "Alguien me dijo una vez, 'Bien, ¿quién es Robert Duvall?' y yo dije, 'No conozco a Robert Duvall. Conozco muy bien a Mac Sledge'." Beresford también dijo que la transformación fue tan increíble que el primer día de rodaje pudo sentir como se emocionaba al verle interpretar. Duvall hizo un esfuerzo para ayudar a Harper, quien estaba debutando en el cine. Mientras se preparaba para rodar una escena en la que Mac y Rosa Lee se peleaban, le gritó a una maquilladora delante de Harper para hacerle enojar y preparar su actuación; después de grabar la escena, Duvall le pidió disculpas a la maquilladora.
El fotógrafo Russell Boyd utilizó en gran medida luz ambiental para dar a la película una sensación natural, ya que Beresford dijo que era crucial para darle autenticidad. Harper dijo que Boyd estaba tan callado durante la filmación que solo utilizaba tres palabras: "Sí, claro y seguro". Beresford, Foote y Duvall consideran que la escena culminante es aquella en la que Mac, cuidando el huerto familiar, habla con Rosa Lee sobre su dolor por la muerte de su hija. Beresford y Boyd rodaron la escena en una sola toma, con el solitario paisaje de Texas capturado de fondo. Cuando los ejecutivos del estudio recibieron el material, se pusieron en contacto con Beresford y le pidieron que algunas tomas cercanas fueran intercaladas, pero insistió en mantener la toma intacta. Duvall dijo que sentía que la escena destacaba el estoicismo de Mac enfrentándose a la tragedia y la pérdida.

### Música
Tender Mercies no incluye banda sonora original, y la música se limita a las actuaciones de canciones country y la guitarra que se producen como parte de la historia. Una partitura fue compuesta para la película, pero Beresford la eliminó porque sentía que era "demasiado dulce" y sonaba falsa en el contexto de la película, aunque la reconoció como "muy hábil". Duvall cantó sus propias canciones, un derecho que tenía como parte de su contrato. Sobre esto comentó: "¿Qué sentido tiene si no vas a hacer lo que quieras [cantando]? ¿Van a doblarte? Quiero decir, no hay razón para eso." Los patrocinadores financieros de la película estaban inicialmente preocupados acerca de si podía cantar lo suficientemente bien como para el papel. Esas preocupaciones se disiparon después de que Duvall grabara una cinta de sí mismo cantando a capela "En las Alas de una Paloma", una canción country de Bob Ferguson interpretada en la película. Duvall colaboró con Beresford en la decisión sobre la puesta en escena poco habitual de la emotiva escena en la que Mac canta después de reflexionar sobre el reencuentro con su hija. La canción está interpretada con Mac mirando por la ventana, de espaldas a la cámara, con el rostro oculto. Horton Foote pensaba que la elección hizo la escena más emocionante y lo llamó "un momento extraordinario" en la película. Duvall otras dos canciones de Mac, "Fool's Waltz" y "I've Decided to Leave Here Forever." Varios importantes intérpretes country, entre los que estaban Willie Nelson, George Jones y Merle Haggard, inspiraron el papel de Mac y el retrato que hizo Duvall de él, pero Duvall siempre insistió en que el personaje no estaba basado en nadie en particular. Otra estrella del country, Waylon Jennings, elogió su actuación, diciendo que "había hecho lo imposible."
Betty Buckley también cantó sus propias canciones, una de las cuales, "Over You", escrita por Austin Roberts y Bobby Hart, fue nominada al Óscar a la mejor canción. Aunque Buckley la interpretó en la película, fue la cantante Lane Brody quien la grabó para la radio, y Mac Davis la cantó posteriormente en la ceremonia de entrega de 1984. Otras canciones de la película son "It Hurts to Face Reality", de Lefty Frizzell; "If You'll Hold the Ladder (I'll Climb to the Top)", de Buzz Rabin y Sara Busby; "The Best Bedroom in Town" y "Champagne Ladies & Barroom Babies", de Charlie Craig; "I'm Drinkin' Canada Dry", de Johnny Cymbal y Austin Roberts; y "You Are What Love Means To Me", de Craig Bickhardt.

## Temas e interpretaciones

### Amor y familia
La bendición llega en silencio para Sledge, y por sorpresa y en sigilo, filtrándose en lo más profundo para albergar y luego transformar al 'violento hombre que una vez fue Mac Sledge', como relata la película. En última instancia, Sledge no encuentra impasibilidad por el amor, por sí mismo misterioso e inescrutable, una realidad que narra el vacío que ha conocido. Sólo unas pocas películas han logrado captar el suave y silencioso esplendor por que el amor, contra todo pronóstico en este oscuro mundo, se da a conocer.
 Roy M. Anker, Catching Light: Looking for God in the Movies

Mac Sledge encuentra la redención en gran medida a través de su relación y posterior matrimonio con Rosa Lee. Esto está en consonancia con el motivo de la fidelidad común en las obras de Foote, inspirado, según dijo el escritor, por su matrimonio para Lillian Vallish Foote. Como comentó al The New York Times, "ella me permitió seguir. Ella nunca perdió la fe, y eso es algo poco frecuente. Ya no sé ahora cómo lo superamos, pero lo hicimos." La Letra de "If You'll Hold the Ladder", que Mac interpreta con su banda de country en la segunda mitad de la película, indica lo que el amor ha hecho por él. La canción habla de alguien que sostiene la escalera mientras él sube hasta arriba, lo que es un símbolo del amor y la orientación de Rosa, que ha permitido a Sledge mejorarse a sí mismo y construir una nueva vida. Los romances pasajeros que definen su pasado están representados por las letras más promiscuas de las canciones de Dixie Scott, tales como "The Best Bedroom in Town": "Lo mejor de todo / la habitación al final de la pasillo / Ahí es donde tú y yo lo hacemos todo bien ... Celebramos la felicidad que hemos encontrado / Cada noche en la mejor habitación de la ciudad". Su enfrentamiento fuera del concierto de Dixie simboliza el rechazo de esa vida anterior. Por el contrario, Rosa Lee canta el humilde himno, "Jesús, Salvador, Guíame". En cierto modo relacionado, la película hace hincapié en la importancia del papel de la mujer en la vida doméstica; aunque Mac asume el papel de patriarca en su nuevo entorno familiar, es solo a través del apoyo y la atención de Rosa Lee que es capaz de instalarse en este papel. El sociólogo Norman K. Denzin señala que Tender Mercies encarna muchas de las ideas de la recuperación de la adicción que forman parte del programa de doce pasos usado por Alcohólicos Anónimos. Tanto la película como el grupo de apoyo abogan por la idea de atajar el problema desde el fondo, tomando la decisión de dejar de beber, aceptando el pasado y adoptar una estilo de vida espiritual.
Tender Mercies también hace hincapié en la relación padre-hijo, habitual en las obras del Foote, un tema que opera tanto a nivel trascendental como temporal. Mac se reúne no solo con su padre espiritual a través de su conversión al cristianismo, sino también con su hija biológica, Sue Anne, cuando ella le hace una visita sorpresa. Rebecca Luttrell Briley sugiere que, si bien Mac empieza a asentarse con Rosa Lee y Sonny en las primeras escenas, no es suficiente para satisfacer plenamente sus deseos de redención ya que es casi obligado a dejar a la familia y volver a su pasado alcohólico. Según Briley, la visita de Sue Anne hace que Mac se dé cuenta de que la reconciliación con ella y una modificación de su relación padre-hija es el ingrediente que ha faltado en su búsqueda de la redención. Esto queda demostrado con la canción de Mac "En las Alas de una Paloma" después de la reunión; la letra describe a Dios bautizando a su hijo Jesús, que explica la reconciliación espiritual de Sledge con la reconciliación con su propia hija. Sin embargo, la muerte de Sue Anne también demuestra que, según Briley, "todas las relaciones no se pueden reparar, algunas por elección y otras por casualidad, y la profundidad de la pérdida de oportunidades entre los padres y sus hijos en esta tierra se subraya en esta escena."
La relación entre Mac y Sonny, cuyo nombre deriva del inglés "son" (hijo), es clave en la exploración de la película en la relación padre-hijo. Sonny trata de evocar una imagen de su padre biológico, a quien nunca tuvo la oportunidad de conocer, a través de fotografías antiguas, los recuerdos de su madre y las visitas a la tumba de su padre. Sonny encuentra una figura paterna en Mac - cuando otro niño le pregunta si le gusta más Mac que su verdadero padre, Sonny dice que sí, porque nunca conoció a su padre; Briley dice que esto "pone de relieve la distinción entre el compañerismo y la consanguinidad que Foote ha señalado antes." La escena final, en la que Mac y Sonny juegan con una pelota de fútbol que Mac le compró como regalo, simboliza el hecho de que, a pesar de que Mac ha perdido la oportunidad de reconciliarse con su hija, ahora tiene una segunda oportunidad de establecer una relación padre-hijo con Sonny. La relación padre-hijo también se muestra a través de la relación de Mac con los miembros de la joven banda, que dicen que ha sido una inspiración para ellos, jugando un papel paternal en sus vidas antes incluso de que lo conocieran. Sledge con el tiempo se une a los músicos, ofreciéndoles consejos paternales de una manera mucho más directa.

### Religión
La redención y la superación de los problemas de Mac corren en paralelo con su conversión al cristianismo. Briley alega que "el énfasis en la familia cristiana es más fuerte en este guion que en cualquier otra pieza de Foote a ese momento." A instancias de Rosa Lee, Mac empieza a asistir a la iglesia regularmente y es finalmente bautizados junto con Sonny. Durante una escena en la iglesia, también canta el himno "Jesús, Salvador, Guíame", que sirve como símbolo de su nueva dirección en la vida. Después de ser bautizados, Sonny pregunta a Mac si se siente diferente, a lo que Mac responde: "Todavía no." Según Briley, esta respuesta indica la creencia de Mac de que su reencuentro con Dios conducirá a cambios significativos en su vida. Es después de este momento, señala Briley, cuando Mac es capaz de forjar relaciones, como hace con los jóvenes compañeros de banda, y "desarrollar su propio potencial para el éxito como hombre." Briley también sugiere que la respuesta de Mac - "Sí, señora, creo que lo era" - a un fan que le pregunta si era realmente Mac Sledge sugiere que él ha olvidado su pasado por medio del bautismo.
Durante una escena, Rosa Lee le dice a Mac, "digo mis oraciones por ti y cuando doy gracias al Señor por su tierna misericordia, tu estás a la cabeza de la lista." El académico Robert Jewett compara esta línea con la primera estrofa de Romanos 12, en la que Pablo el apóstol hace un llamamiento a los cristianos a vivir sus vidas al servicio de los demás "a través de las misericordias de Dios". Muchos de los elementos de redención de Mac, la conversión al cristianismo y su relación en ciernes con Rosa Lee se producen fuera de la cámara, incluyendo sus boda. Jewett escribe: "Esto es perfectamente congruente con el tema de la fe en las bendiciones ocultas de Dios, el plan secreto de la vida de fe en Romanos. ... Es una cuestión de fe, esquiva e intangible." Jewett compara la historia de Mac a la de Abraham, porque "así como la historia de Sledge, se centra en la prestación de un futuro a través de las bendiciones de Dios". Como se dice en Romanos 4, Abraham y su esposa Sara son demasiado viejos para tener un hijo, pero Abraham mantiene la fe de que Dios les dará un heredero, que es exactamente lo que ocurre, aunque -como Pablo describe- Abraham no hizo nada práctico para garantizar o merecer un milagro. Jewett describe a Mac como igualmente no merecedor de la redención, sobre la base de su pasado egoísta y abusivo, que se muestra en su estado en el primer encuentro con Rosa Lee: completamente borracho tras una pelea en una habitación de motel. Ella lo lleva adentro y finalmente se enamora de él, a pesar de no haber hecho nada para merecer su atención o su redención: "Es un premio inmerecido, un regalo de providencia de una mujer sencilla que sigue rezando por él y sigue agradecida por él."
Sin embargo, tras la pérdida de su hija, Mac aprende, en palabras de Briley, que "su vida como cristiano no está más protegida de las tragedias de este mundo de lo que estaba antes". Antes de encontrar la redención, Sledge se pregunta por qué Dios ha permitido que su vida tome ese camino y, en particular, por qué su hija fue asesinada en lugar de él. Los observadores han descrito esta actitud como un ejemplo de teodicea, la cuestión de por qué existe el mal a la que comúnmente se enfrentan los cristianos. El investigador Richard Leonard escribe: "Para todos los creyentes, el sentido del sufrimiento es la pregunta universal... Ninguna respuesta es completamente satisfactoria, y menos la idea de que Dios envíe eventos malos para enseñarnos algo." Tras la muerte de su hija, Mac avanza con incertidumbre hasta el fin de la película. Jewett escribe de esta conclusión: "El mensaje de esta película es que no tenemos garantías de final, no más que Abraham. Pero que podemos responder con fe a las tiernas bendiciones que hemos recibido."

### Muerte y resurrección
Cuando su relación recientemente recuperada con Sue Anne es interrumpida por un accidente automovilístico que le quita la vida, Mac rápidamente se da cuenta de que su vida como cristiano no está más protegida de las tragedias de este mundo de lo que estaba antes. Foote da a entender que no todas las relaciones se pueden reparar, algunas por elección y otras por casualidad, y la intensidad de la pérdida de oportunidades entre los padres y sus hijos en esta tierra se subraya en esta escena.
 Rebecca Luttrell Briley, You Can Go Home Again: The Focus on Family in the Works of Horton Foote

Mac experimenta su resurrección espiritual incluso mientras lucha con la muerte, tanto en el pasado -el padre de Sonny en la guerra de Vietnam- como en el presente -su hija en un accidente de coche. Esta última muerte amenaza con descarrilar la nueva vida de Mac, captado en la escena en que recibe la noticia de ella y apaga la radio que está emitiendo su nueva canción. Leonard escribe de esta resurrección, "La depresión se cierne como una sombra sobre 'Tender Mercies', pero lo que hace que esta película sea inspiradora es que se trata también de la alegría de ser encontrado... Mac encuentra el camino, la verdad y la vida que quiere." En una escena culminante, Mac le dice a Rosa Lee que una vez casi murió en un accidente con su propio coche, lo que le obliga a hacerse la pregunta de por qué se le permitió vivir, mientras que otros han muerto. Jewett escribe de esta escena, "Mac Sledge no puede confiar en la felicidad, ya que sigue siendo inexplicable. Pero él no confía en las tiernas bendiciones que misteriosamente lo llevaron de la muerte a la vida."
Mac se presenta como cercano a la muerte al principio de la película, después de haber despertado de una borrachera en una planicie, vacío, sin nada en su poder, una toma que el investigador Roy M. Anker asegura que "deliberadamente refleja la condición de su propia alma". El diálogo en otras escenas sugiere la amenaza de la mortalidad, incluyendo un momento en que Mac tiene problemas para cantar debido a su mala voz y dice: "No sientas pena por mí, Rosa Lee, yo no estoy muerto todavía." En varias tomas, el vasto cielo hace parecer pequeños a Mac, Rosa Lee y Sonny, como cruda señal de su aislamiento, así como la fragilidad de la existencia humana. El hecho de que Mac sustente su recién encontrada vida en Rosa Lee y Sonny después de la muerte de su hija, en lugar de volver a sus viejos hábitos de alcoholismo y maltrato, es consistente con un tema recurrente en la obra de Foote, de personajes superando la tragedia y encontrando en ella una oportunidad para el crecimiento y la maduración.

## Estreno

### Distribución
Philip y Mary Ann Hobel buscaron distribuidora para Tender Mercies durante mucho tiempo sin ningún éxito. Duvall, quien empezó a dudar de que la película fuera finalmente estrenada, no pudo ayudar a los Hobel ya que también él estaba intentando encontrar distribuidora para Angelo My Love, una película que había escrito, dirigido y producido. Finalmente, Universal Pictures accedió a distribuir Tender Mercies. Las pruebas de pantalla que se hicieron fueron definidas por Beresford como las más inusuales que había hecho nunca. El director dijo que el público asistente parecía estar muy comprometido con la película, hasta el punto de que las salas estaban tan silenciosas que "si se tiraba un trozo de papel al suelo, podías oírlo caer." Sin embargo, los resultados post-visionado fueron, según palabras de Beresford, "completamente desastrosos." Como resultado de ello, los ejecutivos de la Universal perdieron la fe en la película haciendo pocos esfuerzos por promocionarla. Foote dijo del estudio: "No sé que es lo que les disgustó de la película; solo pienso que creyeron que era intrascendente y sin ninguna importancia. Creo que pensaron que acabaría perdiéndose en la multitud." Otros miembros de la industria del cine fueron igualmente despectivos; un representante de la Paramount Pictures describió la película como "estar viendo pintura seca".
Tender Mercies fue estrenada el 4 de marzo de 1983, en solo tres salas: una en Nueva York, una en Los Ángeles y una en Chicago. El crítico del New York Times Vincent Canby apuntó que había sido estrenada "durante el tiempo del año en el que las distribuidoras normalmente se deshacen de todas aquellas películas que piensan que no sirven para ser estrenadas en los periodos importantes del año, como Navidad o los meses de verano". El estreno simultáneo de Angelo My Love ayudó además a hacer más publicidad de Duvall, aunque no sirvió de ayuda a Tender Mercies. Duvall también mostró su idea de que la falta de familiaridad y comodidad de Universal con la cultura del sur y la música country redujo aún más su fe en la película. Cuando la estrella del country Willie Nelson se ofreció a publicitar la película, una ejecutiva del estudio le dijo a Duvall que no entendía como un cantante podía contribuir a la promoción, argumento que usó Duvall como indicativo del fallo del estudio por entender tanto la película como la música country.
Tender Mercies fue exhibida en competición en el Festival de Cannes de 1983, donde fue descrita como una alternativa relativamente optimista a las más oscuras y violentas One Deadly Summer, Moon in the Gutter y Feliz Navidad, Mr. Lawrence. También fue exhibida en el Festival Internacional de Cine de la India en Nueva Delhi. El jurado, presidido por el director Lindsay Anderson, determinó que ninguna película presentada a competición, incluyendo Tender Mercies, era suficientemente buena como para ganar el Pavo Real de Oro, máximo galardón del certamen. El crítico cinematográfico Jugu Abraham dijo que los estándares del jurado eran superiores a los de la Academia de Cine, y que la falta de éxito en el festival de Tender Mercies era un "claro ejemplo de lo que es buen cine para algunos, no siendo tan bueno para otros".

### Taquilla
Tender Mercies no puede ser considerada uno de los grandes éxitos en taquilla de ese año. En sus primeros tres días, del 4 al 6 de marzo, la película recaudó $46,977 por contratos en exclusiva en el Tower East Theater de New York ($21,183), el Fine Arts Theater de Los Ángeles ($18,254) y el Carnegie Theater de Chicago ($7,540). Tender Mercies finalmente se distribuyó a un total de 37 salas, recaudando un total de $8,443,124. Tras su breve recorrido en cartelera, los estudios Universal rápidamente vendieron los derechos de la película a las compañías de cable, permitiendo que Tender Mercies fuera emitida por televisión. Cuando, inesperadamente, la película recibió cinco candidaturas a los Premios Óscar, casi un año después de su estreno oficial, el estudio intentó redistribuir la película a las salas de cine; sin embargo, las compañías de cable comenzaron a emitir la película unas semanas antes de la ceremonia, lo que impidió que la película volviera a estrenarse en las salas. Cuando la película se emitió por primera vez en la HBO en marzo de 1984, superó en audiencia a las tres principales cadenas de televisión por cable. Tender Mercies fue lanzada en VHS poco tiempo después, y fue editada por primera vez en DVD en 1999.

### Recepción
La emoción de 'Tender Mercies' se encuentra debajo de su superficie. No es por la carga de imagenes, actuaciones deslumbrantes, o escenas impactantes. Más bien, es algo mucho más raro -la emoción de ver personajes crecer, profundizar sus personalidades, ver como sus relaciones maduran. Es el placer de redescubrir la dramática riqueza de la decencia, la honestidad, la compasión, y algunas otras cualidades que se han convertido en raros visitantes de la gran pantalla. Se siente uno bien por tenerlos de vuelta otra vez.
 David Sterritt, The Christian Science Monitor

Tender Merciesrecibió muchas críticas positivas. Richard Corliss de la revista Time, la nombró "mejor película estadounidense del año". Carol Olten del The San Diego Union-Tribune, destacó a Tender Mercies como la mejor película de 1983, y "la más conmovedora, pero directa, película del año, con una brillante actuación de Robert Duvall". Janet Maslin del The New York Times, escribió, "Esta es una pequeña, bonita y un poco sobrecargada película sobre la vida un pequeño pueblo, la soledad, la música country, el matrimonio, el divorcio y el amor de los padres, y se ocupa de todas estas cosas en la misma medida. Aun así, la ausencia de una única línea, una historia marcadamente dramática, es un precio relativamente pequeño a pagar por la sencillez y la claridad con que esos otros temas se tratan". También elogió la dirección de Beresford, quien dijo prestó a la película un toque de luz. Vincent Canby, crítico del New York Times, escribió: "En todos los aspectos, 'Tender Mercies' es tan buena que tiene el efecto de redescubrir un tipo de película de ficción que se ha ido degradando a lo largo de las últimas décadas por 'directorcillos', trabajando de acuerdo a las fórmulas aceptadas, a menudo entre los aplausos de los críticos, así como del público." Leonard Maltin le dio tres de cuatro estrellas, aplaudiendo la actuación de Duvall en particular, y describiéndola como "película ganadora, pero extremadamente discreta", a pesar de que definía el guion de Foote como "no tanto una historia, sino una serie de viñetas". David Sterritt de The Christian Science Monitor, elogió la película por sus valores, por destacar lo bueno en la gente y por evitar la ostentación y los cortes rápidos en favor de una historia y un ritmo deliberadamente sutiles, al mismo tiempo que mantenía una calificación para todas las edades, omitiendo el sexo, las drogas y la violencia. También sentía, sin embargo, que tendía hacia el melodrama en algunas ocasiones y que la banda sonora tenía "un poco de música almibarada ... sobre todo al final".
Algunos comentarios fueron menos favorables. David Ansen de Newsweek dijo, "Si bien uno respeta la filosofía de 'lo pequeño es bello' del realizador, esta historia puede venirle en realidad demasiado grande. Beresford parece que tiene tanto miedo de hacer cualquier pequeño movimiento en falso en su película que corre el peligro de que no se mueva en absoluto." Linda Beath de The Globe and Mail, dijo que la actuación de Duvall era "fabulosa", pero que la película era "muy ligera" en comparación con las películas anteriores de Beresford. Gary Arnold de The Washington Post criticó la película, señalando su ambiente y su ritmo y describiendo a Buckley como su único verdadero activo: "Tender Mercies falla por una aparente falta de percepción que frecuentemente asalta a los dramaturgos: no siempre saben cuando encarar el final de la historia que quieren contar."
Muchos críticos elogiaron especialmente el trabajo de Duvall. Sterritt lo llamó "uno de los logros más finamente forjados en alcanzar la pantalla en la memoria reciente". En la descripción de Corliss, "el envejecimiento facial de Duvall es una hoja de ruta de callejones sin salida y quebradas secas, puede alojar la rabia o la inocencia o cualquier tono irónico entre ellas. Como Mac, evita tanto el melodrama y la condescendencia, encontrando el clímax en cada pequeño paso hacia la rehabilitación, cada nueva responsabilidad al hombro." Ansen dijo, "Robert Duvall hace otro de sus extraordinarios actos de desaparición. Él desaparece totalmente en el interior del personaje de Mac Sledge." Maslin dijo que "se transformó tan profundamente en Mac que incluso caminaba como un tejano", felicitando también a las actuaciones de los personajes secundarios. De acuerdo a un artículo en People, "Duvall le da todo lo que tiene, lo que ya es decir mucho. Su cervecera voz cantando es una revelación, y su pulida actuación, sin pretensiones, es brillante. Es el tipo de papel para el que se inventaron los premios." El artículo también describe a Betty Buckley como "maliciosa y brillante". Duvall fue también elogiado por interpretar su primer papel realmente romántico; el actor dijo como respuesta, "Esta es la única película en la que he oído a la gente decir que soy sexy. Es realmente romántico. Ruralmente romántico. Me encanta esa parte casi más que cualquier otra cosa."
Al reflexionar sobre la película una década después de su estreno, el crítico Danny Peary dijo que había encontrado la contenida interpretación de Duvall "extremadamente irritante", y criticó a todo el elenco, con excepción de Buckley, por sus "tenues, reprimidas, 'honestamente' falsas interpretaciones. Sólo deseas que todos se empiecen a hacer cosquillas unos a otros." En su libro Alternate Oscars, expresando su opinión personal de quien debería haber ganado los Óscar cada año, Peary excluyó Tender Mercies de todas la categorías, y optó por Michael Caine como merecedor del premio al mejor actor por Educando a Rita .
Al reflexionar sobre la película una década después de su estreno, el crítico Danny Peary dijo que había encontrado la contenida interpretación de Duvall "extremadamente irritante", y criticó a todo el elenco, con excepción de Buckley, por sus "tenues, reprimidas, 'honestamente' falsas interpretaciones. Sólo deseas que todos se empiecen a hacer cosquillas unos a otros." En su libro Alternate Oscars, expresando su opinión personal de quien debería haber ganado los Óscar cada año, Peary excluyó Tender Mercies de todas la categorías, y optó por Michael Caine como merecedor del premio al mejor actor por Educando a Rita . En junio de 2009, el crítico Roger Ebert incluyó Tender Mercies en The Great Movies, su serie de artículos destacando las que él consideraba las películas más importantes de todos los tiempos. Allí elogió lo que calificó como una de las actuaciones más subestimadas de Duvall, así como la narración minimalista de Foote y la moderación y la paciencia en la dirección de Beresford. Ebert dijo del guion de Foote, "La calidad terrenal de sus personajes llamó la atención lejos de su narración minimalista; todos los adornos fueron eliminados... Pocas veces una película supo explicar tanto con tan poco, como 'Tender Mercies'."

### Premios y nominaciones
Las candidaturas a la 56.ª Edición de los Premios de la Academia fueron anunciadas diez meses después del estreno de la película. La productora invirtió muy poco en la promoción de su candidatura (solo cuatro anuncios de campaña fueron comprados, todos ellos en la revista Variety), y Duvall declinó hacer campaña por su candidatura o por la de la película. A pesar de ello, la película fue nominada a 5 categorías, incluyendo Mejor película. Sorprendió la no nominación de Tess Harper, ya que para muchos era una de las principales candidatas en la categoría de Mejor actriz o, en su defecto, Mejor actriz de reparto.
Duvall fue el único actor estadounidense nominado ese año en la categoría de Mejor actor; sus rivales fueron los Británicos Michael Caine (quien en 1976 había protagonizado junto con Duvall la película The Eagle Has Landed), Tom Conti, Tom Courtenay y Albert Finney. Durante una estrevista previa a la ceremonia de entrega, Duvall ofendió a algunos medios británicos al hablar sobre el "Síndrome Limey", quejándose de "la actitud de mucha gente en Hollywood al considerar que lo que se hace en Inglaterra es de alguna forma mejor que lo se hace aquí." Duvall, que recibió el Óscar de manos de la cantante country Dolly Parton, comentó sobre su victoria, "Fue un sentimiento agradable saber que era el favorito de la gente." En un perfil de Duvall publicado por el New York Times seis años después del estreno de Tender Mercies, Nan C. Robertson escribió que, a pesar de tener cuatro nominaciones previas, "no fue hasta que ganó el premio al Mejor actor en 1983... cuando la práctica totalidad de los espectadores descubrieron a este gran recurso de la naturaleza. La razón era que rara vez se reconocía al actor, Duvall lo hacía desaparecer sin esfuerzo en cada personaje de celuloide que interpretó." Foote, quien estaba tan convencido de que no ganaría el premio al mejor guion adaptado por Matar a un ruiseñor que no había acudido a la ceremonia de 1963, se aseguró de asistir para recoger el premio al Mejor guion original. El éxito de crítica de la película permitió que Foote ejerciera más control sobre sus futuros proyectos, incluyendo poder de veto sobre importantes decisiones; cuando dicho poder fuera denegado, Foote simplemente rechazaría hacer la película.
| Premios y nominaciones de Tender Mercies                            | Premios y nominaciones de Tender Mercies |
| Premios Óscar de 1983                                               | Premios Óscar de 1983                    |
| ------------------------------------------------------------------- | ---------------------------------------- |
| Mejor actor (Robert Duvall)                                         | Ganador                                  |
| Mejor guion original (Horton Foote)                                 | Ganador                                  |
| Mejor película (Philip S. Hobel)                                    | Candidata                                |
| Mejor dirección (Bruce Beresford)                                   | Candidato                                |
| Mejor canción original (Austin Roberts y Bobby Hart por "Over You") | Candidata                                |
| Globos de Oro 1984                                                  |                                          |
| Mejor actor – Drama (Robert Duvall)                                 | Ganador                                  |
| Mejor película – Drama (Philip S. Hobel)                            | Candidata                                |
| Mejor director (Bruce Beresford)                                    | Candidato                                |
| Mejor actriz de reparto (Tess Harper)                               | Candidata                                |
| Mejor canción original (Austin Roberts y Bobby Hart oor "Over You") | Candidata                                |
| Festival de Cannes                                                  |                                          |
| Palma de Oro (Bruce Beresford)                                      | Candidata                                |
| Premios del Círculo de Críticos de Cine de Kansas City              |                                          |
| Mejor actor (Robert Duvall)                                         | Ganador                                  |
| Premios de la Asociación de Críticos de Cine de Los Ángeles         |                                          |
| Mejor actor (Robert Duvall)                                         | Ganador                                  |
| Premios del Círculo de Críticos de Cine de New York                 |                                          |
| Mejor actor (Robert Duvall)                                         | Ganador                                  |
| Premios del Gremio de Escritores de América                         |                                          |
| Mejor guion original (Horton Foote)                                 | Ganador                                  |
| Premios del Sindicato de directores de Estados Unidos               |                                          |
| Mejor dirección (Bruce Beresford)                                   | Candidato                                |
| Premios Young Artist                                                |                                          |
| Mejor actor joven en una película (Allan Hubbard)                   | Candidato                                |